# Trucy
Trucy é uma comuna francesa na região administrativa de Altos da França, no departamento de Aisne. Estende-se por uma área de 3,01 km². Em 2010 a comuna tinha 146 habitantes (densidade: 48,5 hab./km²).